# بلدية ليمباجي
بلدية ليمباجي هي بلدية في لاتفيا، بلغ عدد سكانها 16٬571  نسمة، في 2017، عاصمتها ليمباجي.

## الموقع
تشترك في الحدود مع:
- بلدية سالاكريفا
- بلدية كريمولدا
- بلدية سييا
- بلدية بارغويا  [لغات أخرى]‏
- بلدية ألويا  [لغات أخرى]‏
- بلدية كوتسيني  [لغات أخرى]‏
- بلدية سولكراستي.

## التقسيمات الإدارية
- ليمباجي
- Katvari Parish [الإنجليزية]‏
- Limbaži Parish [الإنجليزية]‏
- Pāle Parish [الإنجليزية]‏
- Skulte Parish [الإنجليزية]‏
- Umurga Parish [الإنجليزية]‏
- Vidriži Parish [الإنجليزية]‏
- Viļķene Parish [الإنجليزية]‏.